# Église du Sacré-Cœur de Bruges
L’église du Sacré-Cœur est un édifice religieux catholique sis à Bruges, en Belgique. Construite de 1879 à 1885 par les jésuites elle est fermée au culte en 1979 et, désacralisé depuis 1990, le bâtiment est utilisé pour des spectacles culturels. 

## Histoire
Lorsque la Compagnie de Jésus est supprimée (en 1773) les jésuites perdent leur église Sainte-Walburge. Reçus à nouveau à Bruges en 1840 ils s’installent en 1869 dans le quartier de 'Korte Winkel' et y achètent plusieurs maisons et jardins contigus. Lorsque  l’espace est suffisant ils mettent en projet une église qui puisse être directement reliée à leur résidence. Elle est construite de 1879 à 1885, d’après les plans de l’architecture brugeois, Louis Pavot, avec façade sur la Vlamingstraat.  
Un des principaux représentants du néo-gothique belge Pavot construit une église cruciforme avec nef à quatre travées avec transept et sanctuaire rectangulaires. La première pierre en est posée en octobre 1880 par l’évêque de Bruges, Jean-Joseph Faict, qui la consacrera cinq ans plus tard, le 29 juillet 1885. Clocher et flèche sont ajoutés en 1903.
L’église est populaire et très fréquentée tout au long du XXe siècle, particulièrement durant les périodes pascales. Le dimanche une ‘messe des artistes’ était célébrée qui était animée par des musiciens locaux. L’église fut une des dernières de Bruges où, jusqu’en 1965, on pouvait encore entendre des sermons en français.  
Depuis 1979 l’église est fermée au culte et finalement désacralisée en 1990. Des demandes de protection du bâtiment comme monument historique n’ont pas abouti. En 1986 l’église est vendue par les jésuites et, en ventes séparées, une grande partie de son mobilier et autres œuvres d’art.  
Plusieurs suggestions et projets n’aboutissent pas. Finalement depuis 1994 l’édifice est utilisé pour y organiser des fêtes médiévales à l’intention de touristes. 
Une communauté jésuite occupe toujours un bâtiment résidentiel donnant sur le 'Korte Winkel'.

## Bibliographie

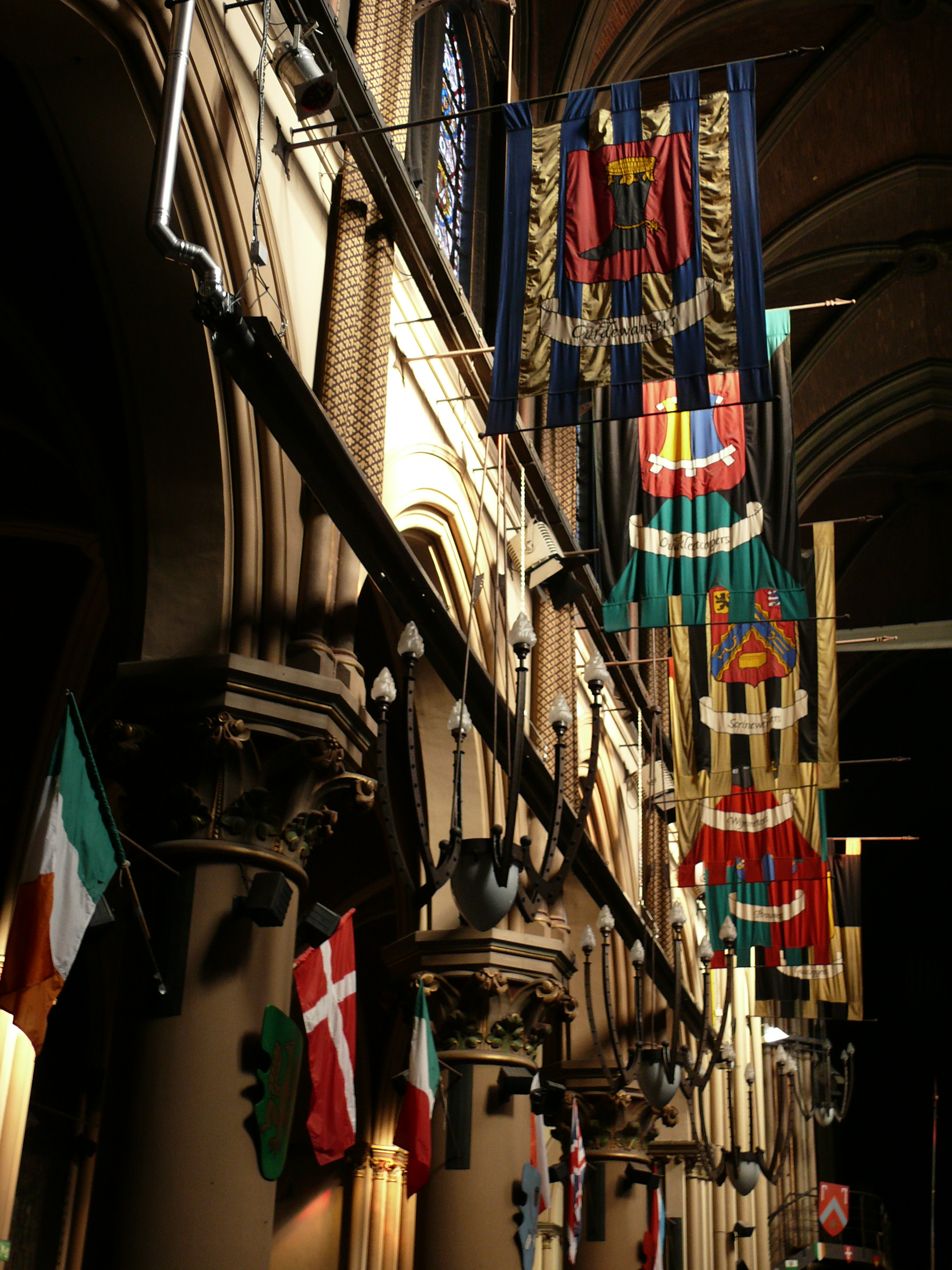
Bannières d'anciennes guildes médiévales dans l'église (désacralisée) du Sacré-Cœur